# Downloading Nancy
Pour plus de détails, voir Fiche technique et Distribution.
Downloading Nancy est un film américain réalisé par Johan Renck, sorti en 2008.
Le film s'inspire de l'affaire de Sharon Lopatka en 1996.

## Fiche technique
- Titre : Downloading Nancy
- Réalisation : Johan Renck
- Scénario : Lee Ross et Pamela Cuming
- Photographie : Christopher Doyle
- Musique : Krister Linder
- Production : Julie Aaron, Rhonda Baker, Adam Batz, Karen Beninati, Philip H. Clinkscales III, P.H. Clinkscales Sr., Maddox Pace Clinkscales, Jason Essex, Dawn Fanning, Chris Hanley, Igor Kovacevich, Sean McVity, Mark Montague, David D. Moore, Cara Morrissey, Mark Mueller, Stephen Onda, Cole Payne et Daniel Sachs
- Pays d'origine : États-Unis
- Format : Couleurs
- Genre : drame
- Durée : 102 minutes
- Date de sortie : 2008

## Distribution
- Maria Bello : Nancy Stockwell
- Rufus Sewell : Albert Stockwell
- Jason Patric : Louis Farley
- Amy Brenneman : Carol
- Michael Nyqvist : Stan
- David Brown : Billy Ringel
- Matthew Harrison : Golf Video Announcer